# PGA Seniors Championship 2011
Er zijn twee golftoernooien die het PGA Seniors Championship worden genoemd.

## Champions Tour
De 72ste editie van het Amerikaanse PGA Seniors Championship presented by Kitchen Aid werd in 2011 gespeeld op de Valhalla Golf Club in Louisville.
De 61-jarige Tom Watson won het toernooi en kreeg de Alfred G. Bourne Trofee nadat hij David Eger in de play-off had verslagen.
Twaalf clubprofessionals deden ook mee. Sonny Skinner, de beste van hen, kreeg ook een prijs.
1. Tom Watson met -10
2. David Eger met -10
3. Kiyoshi Murota met -9

## Europese Senior Tour
Het De Vere Club PGA Seniors Championship werd op de Hunting Course van De Vere Slaley Hall gespeeld. Winnaar was Andrew Oldcorn uit Edinburgh, die hiermee zijn eerste overwinning op de Senior Tour behaalde.
1. Andrew Oldcorn met -11
2. Gordon Brand Jr. met -2
3. Peter Fowler en  Mike Harwood met level par